# Guljahon Maxamatjon Turdikulova

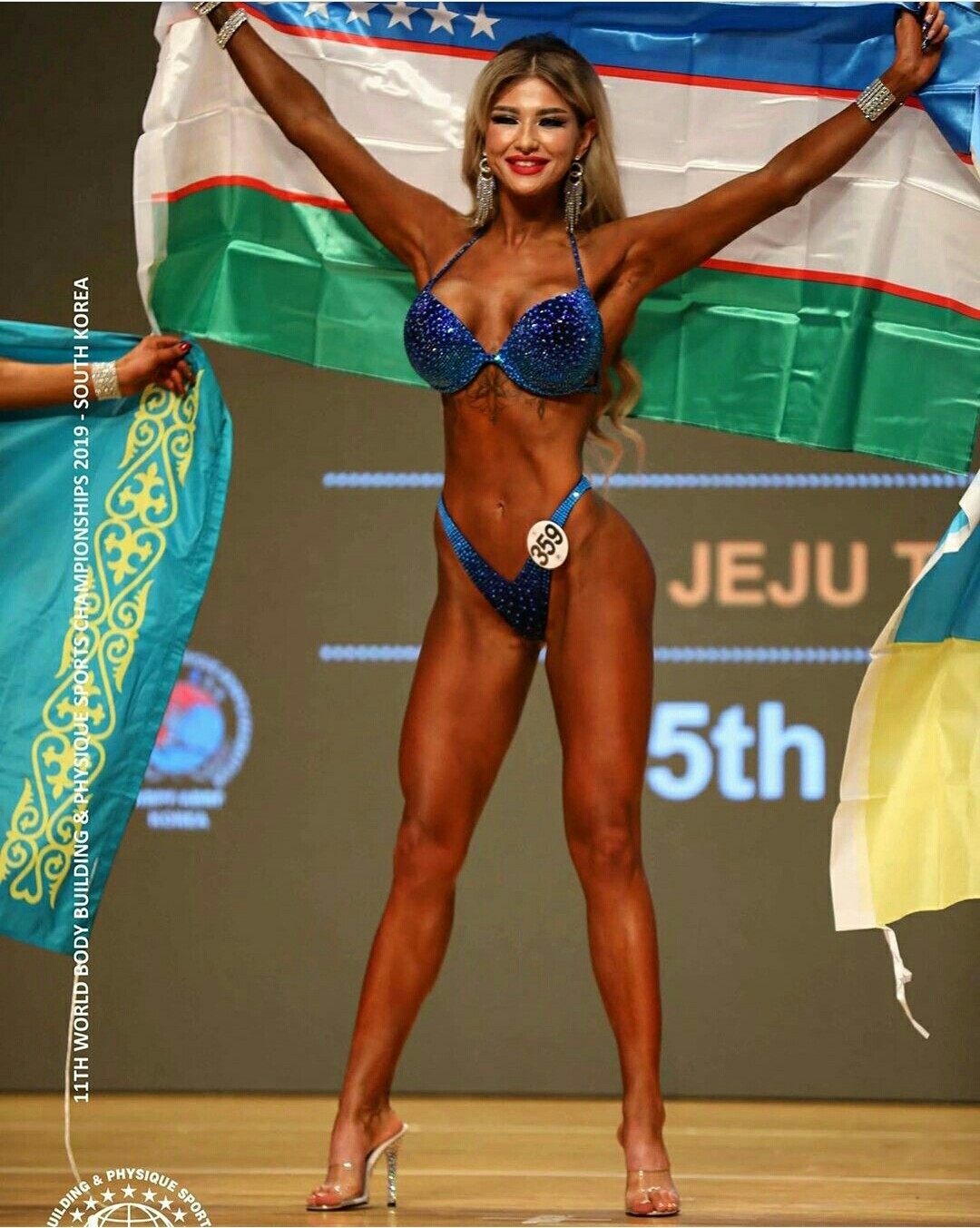
Turdikulova Guljahon Maxamatjon

Guljahon Maxamatjon Turdikulova (usb Turdikulova Guljahon Maxamatjon qizi, * 11. November 1993 in der Provinz Jizzax, Usbekistan) ist eine usbekische Sportlerin (Bodybuilding) und Fitness-Model. Sie ist Trägerin der Silbermedaille der Weltmeisterschaft 2019, Finalistin des Arnold Classic 2022 (NPC-IFBB) Turniers in Columbus, USA, Zweifache Asienmeisterin (ABBF) 2017 (Seoul, Südkorea), (Pune, Indien) in 2018. Fünffache usbekische Meisterin.

## Leben
In den Jahren 2000–2015 studierte sie an der Sekundarschule, nach Abitur immatrikulierte sie an der Universität für Körperkultur der Republik Usbekistan.
Im Alter von 15 Jahren hat sie angefangen, Sport zu treiben. Im Jahr 2016 nahm sie am ersten Fitnesswettbewerb in Usbekistan teil.
Die erste Medaille bekam sie im Jahr 2016; Es war ihr Debüt beim usbekischen Pokal, wo Guljahon den 2. Platz belegte und die Silbermedaille gewann. Im Jahr 2017 belegte sie beim Taschkent Cup den ersten Platz; Im selben Jahr nahm sie an der Asienmeisterschaft in Astana teil, wo sie auch den ersten Platz belegte.

## Wettbewerbe
| Jahr | Wettbewert                                                                                  | Durchführungsort             | Ergebnis          |
| ---- | ------------------------------------------------------------------------------------------- | ---------------------------- | ----------------- |
| 2022 | Bodybuilding- und Fitness-Weltmeisterschaft „Arnold Classic“ (NPC-IFBB)                     | Vereinigte Staaten, Columbus | Einzug ins Finale |
| 2021 | Strand-Fitness                                                                              | Taschkent, Usbekistan        | Silber            |
| 2020 | PROFORM Classic 2020 usbekischer Bodybuilding- und Fitness-Cup                              | Taschkent, Usbekistan        | Gold              |
| 2019 | PROFORM Classic Sports Festival 2019 – Usbekische Meisterschaft im Bodybuilding und Fitness |                              | Gold              |
| 2019 | Die Bodybuilding- und Fitness-Weltmeisterschaft (WBPF)                                      | Südkorea, Jeju               | Silber            |
| 2018 | Bodybuilding- und Fitness-Weltmeisterschaft 2018 (WBPF)                                     | Chiang Mai, Thailand         | Einzug ins Finale |
| 2018 | Usbekistan Open Championship im Bodybuilding und Fitness 2018                               | Taschkent, Usbekistan        | Silber            |
| 2018 | 52. Asian Bodybuilding & Fitness Championship 2018 (ABBF-WBPF)                              | Pune, Indien                 | Gold              |
| 2018 | Die zentralasiatische Bodybuilding- und Fitness-Meisterschaft 2018                          | Taschkent, Usbekistan        | Gold              |
| 2017 | Usbekistan Open Bodybuilding und Fitness Championship 2017 (Finale)                         | Taschkent, Usbekistan        | Gold              |
| 2017 | Bodybuilding- und Fitness-Asien-Meisterschaft 2017 (ABBF-WBPF)                              | Seoul, Südkorea              | Gold              |
| 2017 | Jizzak Open Championship in Bodybuilding und Fitness                                        | Taschkent, Usbekistan        | Bronze            |
| 2017 | Usbekistan Bodybuilding und Fitness Cup 2017                                                | Taschkent, Usbekistan        | Bronze            |
| 2016 | Usbekistan Bodybuilding und Fitness Cup 2017                                                | Taschkent, Usbekistan        | Gold              |